# Fabula (Latijn)
Het Latijnse woord fabula is een algemene term voor het aanduiden van een verhaal in het Latijn, in proza of poëzie, historisch, legendarisch of verzonnen.
In meer specifieke zin wordt het als technische term gebruikt voor het aangeven van een bepaald genre in de Latijnse toneelliteratuur bij de oude Romeinen. Een Romeins toneelstuk eindigde trouwens vaak met de woorden: "Acta est fabula! Plaudite!" (= Het stuk is uit. Applaus graag!)
We onderscheiden:
- de fabula palliata was een toneelstuk, tragisch of komisch, geïnspireerd door en/of gebaseerd op Griekse voorbeelden, met Griekse personages in een of ander Grieks decor. De benaming is afkomstig van het "pallion", de Griekse mantel die de spelers droegen, en hen aldus als "Grieken" determineerde
- de fabula togata was een komedie, waarin de spelers een toga droegen, en dus als Romeinen gedetermineerd werden. Het stuk speelde zich af ergens in Italië. Het genre was véél jonger dan de fabula palliata, en werd pas ingevoerd tegen de tweede helft van de 2e eeuw v.Chr.
- de fabula praetexta (of praetextata) was de tragische tegenhanger van de fabula togata. Het was dus een tragedie met Romeinse personages in een Romeins (Italiaans) decor. De spelers droegen er de toga praetexta met purperen zoom, de kleding van Romeinse hoogwaardigheidsbekleders, waarmee zij in die hoedanigheid werden gedetermineerd. Dit genre was minder in trek bij het doorsnee Romeinse publiek, dat meer van boertige kluchten hield: tijdens de keizertijd werd het nog nauwelijks opgevoerd...